# Guillermo Díaz Carmona
Guillermo Díaz Carmona (Santiago de Chile, 25 de junio de 1926-24 de julio de 2021) fue un futbolista de Chile que jugó en la posición de delantero.

## Carrera

### Club
Jugó toda su carrera con el Santiago Morning de 1948 a 1960 donde ganó tres títulos.

### Selección nacional
Debutó con Chile el 16 de marzo de 1952 en la victoria por 6-1 sobre Panamá en Santiago de Chile por el Campeonato Panamericano de Fútbol 1952 y anotó sus dos primeros goles con la selección nacional 10 días después en la victoria por 4-0 sobre México.
Su último partido internacional lo jugó el 13 de marzo de 1955 en el empate 2-2 ante Uruguay en Santiago de Chile por la Copa América 1955, registrando 12 partidos internacionales con tres goles.

## Logros
- Campeonato de Apertura de Chile (2): 1949, 1950
- Primera B de Chile (1): 1959